# هاوت نکام
هاوت نکام (به لاتین: Haut-Nkam) یک منطقهٔ مسکونی در کامرون است که در منطقه غرب (کامرون) واقع شده‌است. هاوت نکام ۹۵۸ کیلومتر مربع مساحت و ۱۹۱٬۶۰۰ نفر جمعیت دارد.